# 康登縣 (北卡羅萊納州)
康登县（英語：Camden County）是美國北卡羅萊納州東北部的一個縣。東臨阿爾伯馬爾灣，北鄰維吉尼亞州。面積792平方公里。根據美國2000年人口普查，共有人口6,885人。縣治康登 (Camden)。
成立於1777年5月9日。縣名紀念在納稅問題上支持美洲殖民者的第一代康登伯爵。